# 말로 (가수)
말로(Malo, 1971년 10월 25일 - )는 대한민국의 재즈 가수이다. 본명은 정수월이다.

## 내력
- 1993년에 열린 《제5회 유재하 음악경연대회》에서 자작곡인 〈그루터기〉로 은상을 수상했다.
- 1995년, 경희대학교 물리학과를 졸업하고 버클리 음악 대학에 입학했다.

## 음반 목록

### 정규 음반
1. Shade of blue (1998년)
2. Time for Truth (1998년)
3. 벚꽃 지다 (2003년)
4. 지금, 너에게로 (2007년 6월)
5. This moment (2009년 3월 24일)

### 참여 음반
- 영화 두사부일체 OST (2006년)
- 영화 가족의 탄생 OST (2006년)

## 출연

### TV 드라마
- 단단한 놈 (1999년, SBS)